# Волинське воєводство (1921—1939)
Волинське воєводство — адміністративно-територіальна одиниця Польської Республіки в 1921—1939 роках. Центр воєводства — Луцьк. Охоплювало територію семи колишніх західних повітів Української Народної Республіки (аналогічних повітам колишньої Волинської губернії Російської імперії). Площа (1938) — 35 754 км². Найбільші міста: Рівне, Луцьк, Ковель, Володимир, Кременець, Острог, Дубно, Здолбунів. Найбільша територіальна зміна протягом існування воєводства — приєднання 16 грудня 1930 Сарненського повіту зі складу Поліського воєводства.

## Історія

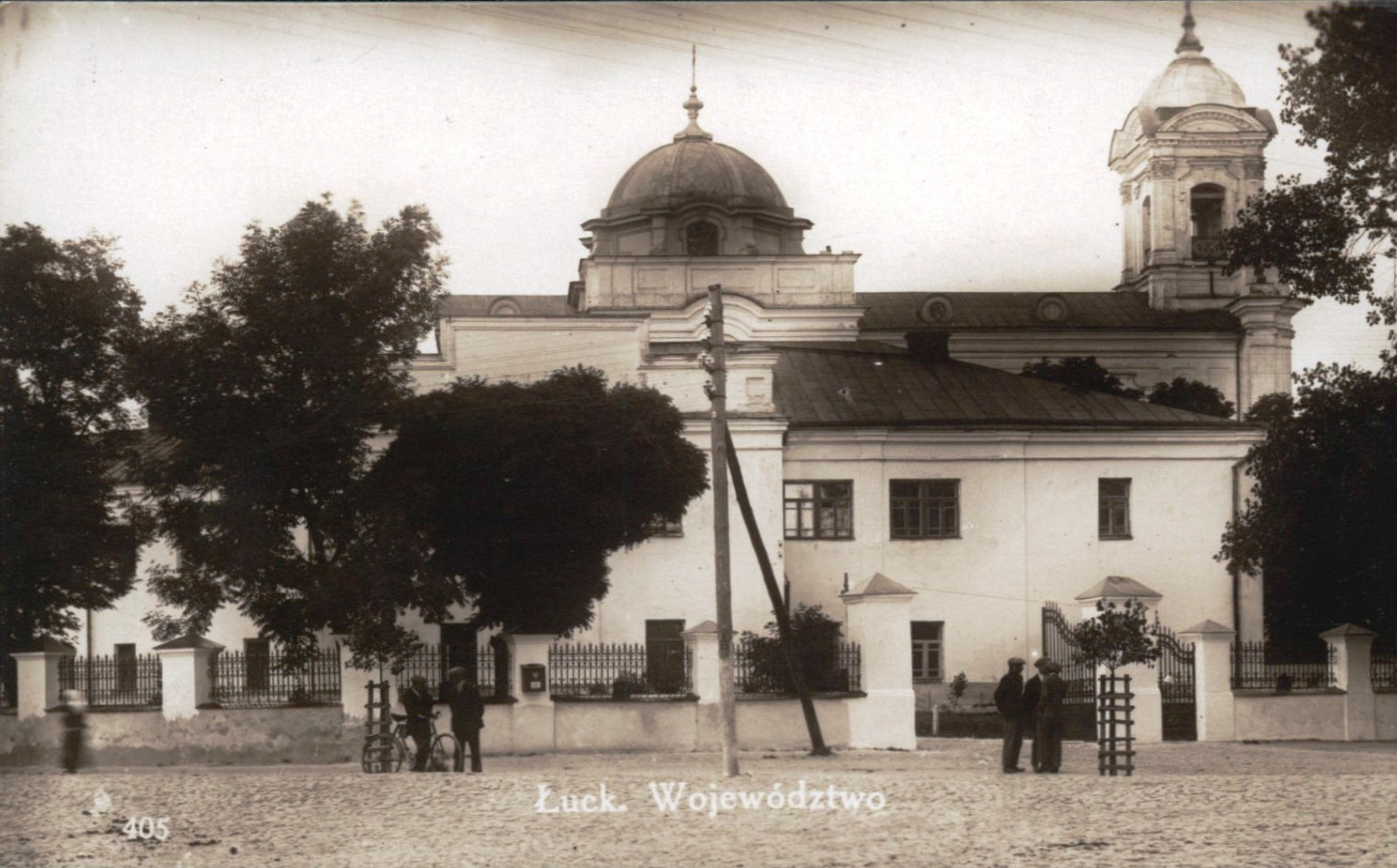
Воєводська адміністрація в Луцьку, 1930-ті роки

У травні 1919 року Польща окупувала західні повіти Волинської губернії, що з 1917 року входила до Української Народної Республіки, а до 1917 року — до Російської імперії. Волинське воєводство утворено 19 лютого 1921 на основі Волинської округи. Уряд Юзефа Пілсудського і близькі до нього місцеві «федералісти» намагалися перетворити його у своєрідну «колиску польсько-українського порозуміння», відокремлену від східно-галицьких провінцій «Сокальським кордоном». 17 грудня 1920 року польський сейм ухвалив закон «Про надання землі солдатам Війська Польського», виконуючи свою обіцянку під час війни з більшовиками, коли Варшава опинилася під загрозою захоплення. Уряд заходився реалізовувати свою обіцянку на українських землях, де розпочалося так зване осадництво — створення польських поселень з селян і колишніх військових[джерело?].
У вересні 1939 року, після радянської окупації Західної України, територія Волинського воєводства включена до складу Української РСР.

### Ліквідація
27 листопада 1939 року Указом Президії Верховної Ради УРСР 5 повітів (Горохівський, Ковельський, Любомльський, Луцький і Володимирський) воєводства включено до новоствореної Волинської області, ще 5 (Дубенський, Костопільський, Рівненський, Сарненський і Здолбунівський) — до Ровенської, а Кременецький — до Тернопольської області.
У 1945—1946 роках, у рамках польсько-українського обміну населенням, з території колишнього Волинського воєводства до Польщі вивезено 140 700 осіб, з них 133,9 тис. поляків, 5,8 тис. євреїв і коло 1 тис. осіб інших національностей.

## Населення
Перепис Польщі 1921 року зафіксував чисельність у 1 437 907 мешканців воєводства. За переписом 1931 року у воєводстві налічувалося 2 085 574 мешканців..
Джерела доходів населення за переписом 1931 року: 79,4 % — сільське господарство; 8,5 % — промисловість; 4,8 % — торгівля; 1,7 % — транспорт і зв'язок.

### Етномовний склад
Національний склад населення за переписом 1921 року:
- українці — 983 596 (68,4 %)
- поляки — 240 922 (16,8 %)
- євреї — 151 744 (10,6 %)
- чехи — 25 405 (1,8 %)
- німці — 24 960 (1,7 %)
- росіяни — 9 450 (0,7 %)[5]

Рідна мова населення за даними перепису 1931 року
- українська — 1 426 872 (68,4 %)
  - українська — 1 418 324
  - «руська» — 8 548
- польська — 346 640 (16,6 %)
- єврейська — 205 545 (9,9 %)
  - їдиш — 174 157
  - іврит — 31 388
- німецька — 46 883 (2,2 %)
- чеська — 30 977 (1,5 %)
- російська — 23 387 (1,1 %)
- білоруська — 2 417 (0,1 %)

Рідна мова населення повітів Волинського воєводства за переписом 1931 року
| повіт                | населення | українська | польська | єврейська | німецька | чеська | російська |
| -------------------- | --------- | ---------- | -------- | --------- | -------- | ------ | --------- |
| Володимирський       | 150 374   | 58,6       | 26,8     | 11,5      | 1,8      | 0,3    | 0,8       |
| Горохівський         | 122 045   | 69,0       | 17,3     | 8,2       | 4,1      | 1,0    | 0,3       |
| Дубенський           | 226 709   | 69,8       | 15,0     | 7,7       | 1,2      | 4,9    | 1,2       |
| Здолбунівський       | 118 334   | 69,0       | 15,1     | 9,1       | 0,7      | 3,8    | 2,0       |
| Ковельський          | 255 095   | 72,6       | 14,4     | 10,4      | 0,7      | 0,4    | 1,2       |
| Костопільський       | 159 602   | 66,0       | 21,9     | 6,6       | 4,7      | 0,1    | 0,4       |
| Кременецький         | 243 032   | 80,6       | 10,6     | 7,7       | 0,0      | 0,1    | 0,7       |
| Луцький              | 290 805   | 59,2       | 19,4     | 11,7      | 6,1      | 2,1    | 1,3       |
| Любомльський         | 85 507    | 77,1       | 14,2     | 8,0       | 0,0      | 0,0    | 0,4       |
| Рівненський          | 252 787   | 63,5       | 14,6     | 14,8      | 3,0      | 2,3    | 1,6       |
| Сарненський          | 181 284   | 71,5       | 16,8     | 8,8       | 0,5      | 0,0    | 1,5       |
| Волинське воєводство | 2 085 574 | 68,4       | 16,6     | 9,9       | 2,2      | 1,5    | 1,1       |

### Релігія
Релігійний склад за переписом 1921 року
- православні — 1 066 842 (74,2 %)
- римо-католики — 166 512 (11,6 %)
- юдеї — 164 740 (11,5 %)
- євангелісти — 36 695 (2,55 %)[5]

Релігійний склад за переписом 1931 року
- православні — 1 455 882 (69,8 %)
- римо-католики — 327 856 (15,7 %)
- юдеї — 207 792 (10,0 %)
- євангелісти — 53 400 (2,6 %)
- греко-католики — 11 137 (0,5 %)

Релігійний склад населення повітів Волинського воєводства за переписом 1931 року
| повіт                | населення | православні | римо-католики | юдеї | греко-католики |
| -------------------- | --------- | ----------- | ------------- | ---- | -------------- |
| Володимирський       | 150 374   | 58,5        | 25,6          | 11,5 | 1,1            |
| Горохівський         | 122 045   | 69,9        | 14,5          | 8,3  | 1,7            |
| Дубенський           | 226 709   | 76,2        | 12,2          | 8,0  | 0,4            |
| Здолбунівський       | 118 334   | 73,3        | 15,1          | 9,2  | 0,2            |
| Ковельський          | 255 095   | 72,6        | 13,8          | 10,5 | 0,9            |
| Костопільський       | 159 602   | 64,3        | 21,6          | 6,8  | 0,8            |
| Кременецький         | 243 032   | 80,0        | 10,3          | 7,7  | 0,3            |
| Луцький              | 290 805   | 60,7        | 19,2          | 11,8 | 0,3            |
| Любомльський         | 85 507    | 76,7        | 12,9          | 8,0  | 0,1            |
| Рівненський          | 252 787   | 65,9        | 14,4          | 14,9 | 0,2            |
| Сарненський          | 181 284   | 72,9        | 15,6          | 8,9  | 0,2            |
| Волинське воєводство | 2 085 574 | 69,8        | 15,7          | 10,0 | 0,5            |

## Освіта
Динаміка рівня неписьменності населення Волинського воєводства
- 1921 — 68,8 % неписьменних (58,1 % — чоловіки, 78,7 % — жінки)
- 1931 — 47,8 % неписьменних (32,2 % — чоловіки, 62,3 % — жінки)

За переписом 1931 р. серед населення воєводства старше 10 років вміли читати та писати 50,4 %, вміли тільки читати 1,7 %, а 47,8 % населення не вміли читати і писати.
Серед юдеїв вміли читати і писати 76,8 % населення старше 5 років, серед римокатоликів — 67,8 %, серед православних — 39,2 %.
Вміння читати і писати серед населення старше 10 років за даними перепису 1931 р., %
| повіт                | населення старше 10 років | вміють читати і писати | вміють тільки читати | не вміють читати і писати | невідомо |
| -------------------- | ------------------------- | ---------------------- | -------------------- | ------------------------- | -------- |
| Володимирський       | 109 757                   | 54,1                   | 2,2                  | 43,5                      | 0,1      |
| Горохівський         | 89 761                    | 51,9                   | 2,0                  | 45,9                      | 0,2      |
| Дубенський           | 168 846                   | 53,8                   | 1,3                  | 44,8                      | 0,1      |
| Здолбунівський       | 90 075                    | 60,4                   | 1,3                  | 37,9                      | 0,1      |
| Ковельський          | 177 804                   | 46,2                   | 1,5                  | 52,2                      | 0,2      |
| Костопільський       | 110 164                   | 43,3                   | 2,7                  | 53,9                      | 0,1      |
| Кременецький         | 183 888                   | 46,1                   | 1,3                  | 52,4                      | 0,2      |
| Луцький              | 208 298                   | 54,3                   | 2,1                  | 43,5                      | 0,1      |
| Любомльський         | 59 020                    | 39,2                   | 2,1                  | 58,5                      | 0,1      |
| Рівненський          | 188 307                   | 58,5                   | 1,3                  | 40,1                      | 0,1      |
| Сарненський          | 124 001                   | 39,2                   | 1,3                  | 59,2                      | 0,3      |
| Волинське воєводство | 1 509 921                 | 50,4                   | 1,7                  | 47,8                      | 0,1      |

## Адміністративно-територіальний устрій

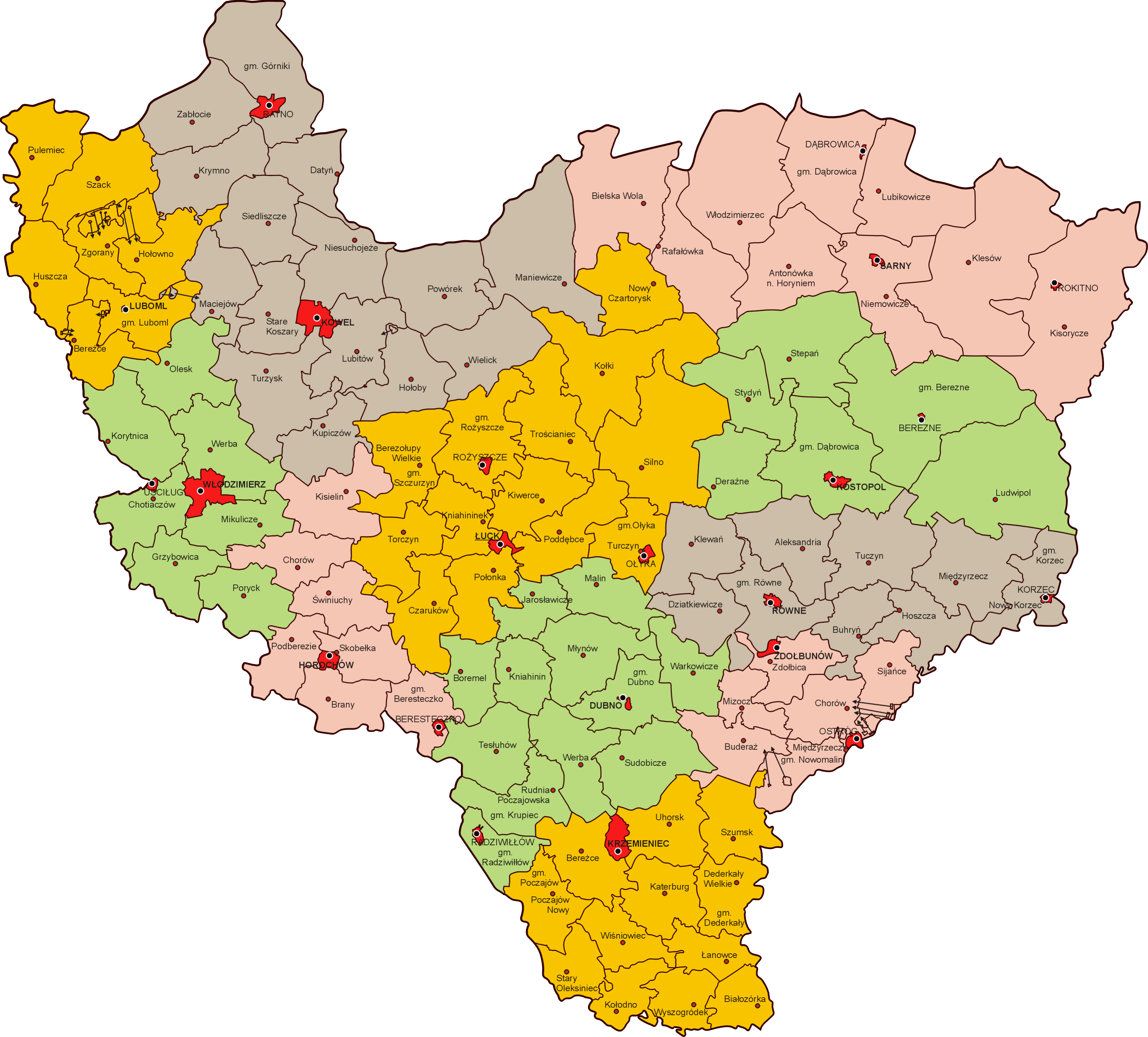
Адміністративний поділ Волинського воєводства в 1939 році. Земських повітів — 11; міських повітів — 22; сільських гмін — 103.

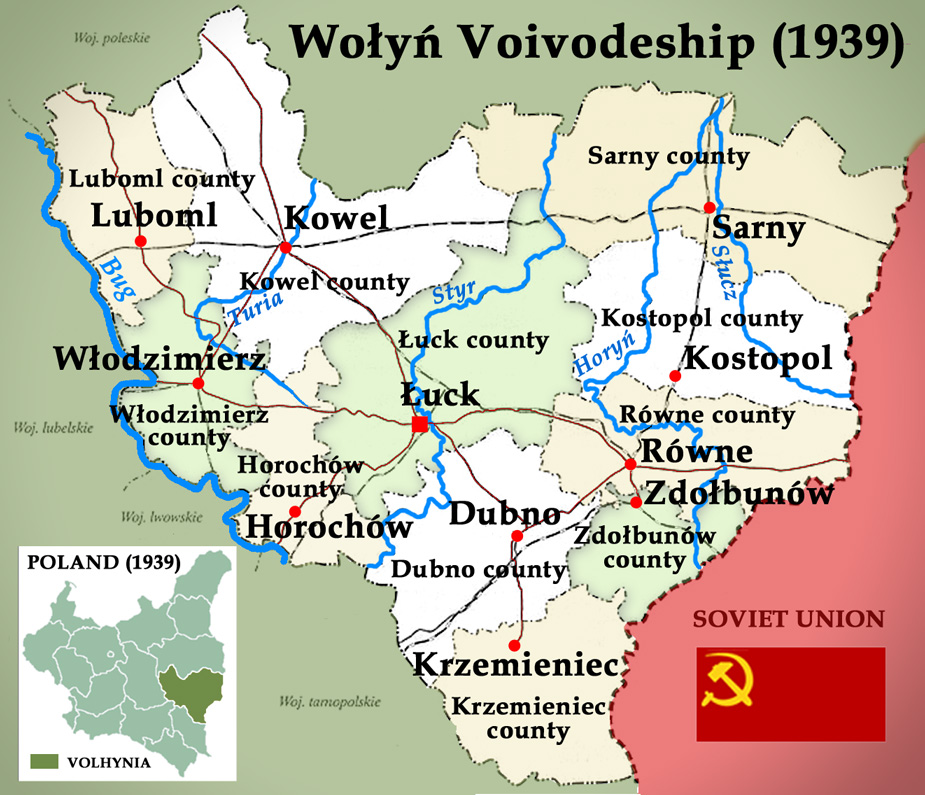
Карта воєводства

Адміністративним центром воєводства був Луцьк.

### Повіти
- Дубенський повіт — 3275 км²
- Горохівський повіт — 1757 км²
- Костопільський повіт ² — 3496 км²
- Ковельський повіт — 5682 км²
- Кременецький повіт — 2790 км²
- Любомльський повіт — 2054 км²
- Луцький повіт — 4767 км²
- Острозький повіт ² — 818 км²
- Рівненський повіт ² — 2898 км²
- Сарненський повіт (від 1931 року) ¹ — 5478 км²
- Володимирський повіт — 2208 км²
- Здолбунівський повіт ² — 1349 км²

¹ 16 грудня 1930 р. до Волинського воєводства передано Сарненський повіт з Поліського воєводства.
² 1 січня 1925 р. з частини Рівненського повіту утворено Костопільський повіт і перейменовано Острозький повіт на Здолбунівський.